# Clicker training

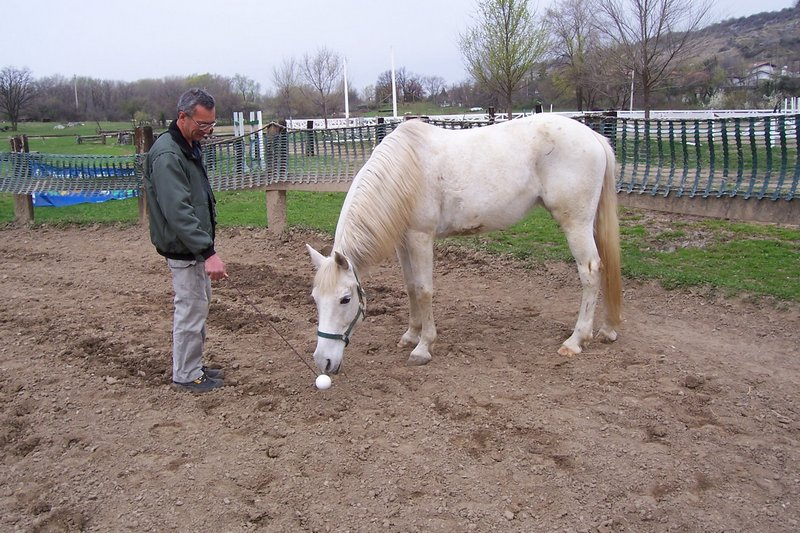
Primi passi del clicker training: il targeting

Il clicker training è un metodo di addestramento basato sulla teoria dei condizionamenti e quindi sul comportamentismo.
Il clicker è un piccolo oggetto in grado di emettere un suono tipo "click-clack" (in genere è una scatoletta di plastica fornita di una linguetta metallica, pigiata la quale viene emesso il suono).
Le ricerche hanno dimostrato che è più probabile che qualsiasi creatura (sia essa cane, gatto, delfino, pappagallo, pesce, cavallo, lama o persona) possa ripetere o apprendere azioni e comportamenti, se il risultato di queste è qualcosa di desiderato e voluto.
Il clicker training è basato su questo principio: dare all'animale ciò che esso vuole in cambio di azioni e comportamenti desiderati dall'addestratore (ad esempio dare del cibo ad un cane ogni volta che questo fa un salto o si siede), sottolineati con precisione dal suono del clicker.
Chiamiamo questi obiettivi dell'animale "premi" e il processo di fornirli "rinforzo". Il clicker training, quindi, è un addestramento basato sul rinforzo positivo, associato, mediante stimolo condizionante, al suono del clicker.
Nel clicker training si utilizza un segnale "ponte" per segnare in modo più preciso qual è il comportamento che ci fa fornire il "rinforzo". Può essere un qualsiasi segnale, purché sia sempre uguale, udibile anche a distanza e sufficientemente breve e secco per essere preciso.
Il clicker è nato con l'addestramento dei delfini, è poi stato applicato all'addestramento dei cani e più in seguito dei cavalli, dei gatti, dei pappagalli, eccetera...
Il vantaggio rispetto al semplice uso del premio sta nel fatto che, in questo caso, quando viene somministrato il premio (azione che in ogni caso richiede qualche secondo) l'animale potrebbe aver cambiato azione e potrebbe pertanto non capire per quale comportamento è stato assegnato il premio. Ricevendo lo stimolo sonoro istantaneamente nel corso dell'azione l'animale non potrà confondersi.

## Procedura
La procedura iniziale dell'applicazione del clicker è di accompagnare il suono con un premio (dai cibi ai giocattoli) in modo da far associare all'animale la positività del suono e incoraggiarlo nel suo comportarsi correttamente (stimolo condizionante). Nel corso dell'addestramento, quando l'animale sentirà il suono che ormai ha collegato al premio, capirà che ha fatto bene e sarà più propenso a ripetere quell'azione.